# Mondseeberg
Der Mondseeberg ist ein 1029 m ü. A. hoher Bergrücken am Nordostufer des Mondsees in den Salzkammergut-Bergen Oberösterreichs.

## Lage und Landschaft
Der Mondseeberg, teils auch Radstattrücken genannt, ist ein 7 Kilometer Nordwest–Südost-streichender sanfter Rücken. Der Gipfel selbst liegt nordöstlich des Ortes Mondsee auf der Gemeindegrenze Tiefgraben zu Oberwang. Wenn man vom Mondseeberg spricht, meint man meist den ganzen Höhenzug, der Gipfel zeichnet sich im Rücken nur aus gewissen Blickwinkeln deutlicher ab. Die namengebende Radstatt ist eine 922 m ü. A. hohe Einsattelung südöstlich des Gipfels, der eigentliche Radstattrücken kulminiert 1034 m ü. A. und leitet zur Kulmspitze 1095 m ü. A. am südöstlichen Ende, die dann der eigentliche Hauptgipfel des Mondseebergmassivs ist.
Die Südwestflanke des Mondseebergs fällt direkt in den See und den Ort Mondsee ab. Die am Hang gelegenen zerstreuten Häuser bilden die Ortschaft Tiefgraben der gleichnamigen Gemeinde. Unterhalb der Kulmspitze liegt Loibichl am See. Hier umgreift eine Nebentalung des Mondsees den Mondseeberg, mit Innerschwand und nach Norden wendend der Oberwang.
Die Höhenlagen des Rückens und die Schattseite sind großteils bewaldet, die Ost- und Südhänge sind altes Bauernland und heute die besten Sonnlagen des Mondseelandes, sodass sich die Neusiedlungen schon recht dicht bis auf über 800 Meter hinaufziehen und die Randlagen des Marktortes Mondsee bilden.
Rund um den Mondseeberg von der Oberwang über Innerschwand nach Mondsee verläuft die Westautobahn (A1), die hier einen ihrer landschaftlich schönsten Abschnitte hat. Direkt am See unterhalb der Autobahn führt die B151 von Mondsee nach Unterach, Von Mondsee Richtung Norden steigt die L1281 Vöcklatalstraße (zur B1 bei Vöcklamarkt) an, sowie einige ländliche Zufahrtswege.
Nordwestlich läuft der Mondseeberg an der Passlandschaft Hoch-/Wildmoos (790 m ü. A.) in den Lackenberg (925 m ü. A.) aus.
Der Mondseeberg bildet den Hauptgipfel einer in der Literatur unbenannt gebliebenen Berggruppe der Voralpen, die sich in mehreren Kammzügen über den Saurüssel (958 m ü. A.) bis in den Attergau, das Vöcklatal und den Irrsee (Zellersee) erstreckt. Als südwestlichster Zug dieser Gruppe zweigt der Kamm am Mondseeberggipfel zur Hochalm (925 m ü. A.) und weiter in den Saurüsselwald ab.
Die Umgrenzung des Mondseebergs im weiteren Sinne bilden also der Steinerbach vom Hochmoos nach Mondsee, der Mondsee selbst, die Wangauer Ache bei Innerschwand und aus der Oberwang, der Ruezingbach, ein Quellbach der Dürren Ager in der Oberwang aus dem Utzinggraben, und über die Einsattelung zur Hochalm die Quellbäche der Vöckla, die im Wildmoos entspringt.
Zusammen mit den benachbarten Rücken, dem südlich an Mondsee und Attersee liegenden Massiv des Hochpletts (Hochplettspitze 1135 m ü. A.), dem östlich zwischen Oberwang und Attersee liegenden Stock des Rossmoos (1015 m ü. A.) und der Umrahmung des Attergaues bilden sie die Gruppe Flyschgebiet zwischen Irrsee und Attersee (nach Trimmel). Zusammen mit dem westlich verlaufenden Kolomannsberg-Massiv (1114 m ü. A.) bilden diese die Mondseer Flyschberge.

## Geologie, Hydrographie und Naturschutz
Geologisch zählt der Mondseeberg zur Flyschzone, er besteht aus Oberkreideflysch, und zwar Altlengbach-Formation  (Maastrichtium–Thanetium, Wende Kreide/Paläozän, 70–50 Mio. Jahre). Die Hänge über dem Ort Mondsee und die Flanken der Kulmspitze sind Zementmergelserie (Coniacium–Campanium, mittlere Oberkreide, ca. 90–70 Mio. Jahre alt). Am Hochmoos und auf der Riesen über Mondsee liegen nacheiszeitliche Schotterablagerungen, und zwar die der letzten Eiszeit, der Riß-Kaltzeit (um die 200.000 alt), über dem Hochmoos auch Randmoränen dieser Zeit und darüber sogar Mindel-Moränen (ca. 400.000 Jahre alt), die den deutlich mächtigeren früheren Vorstoß markieren. Dabei hat die Hauptmasse des Mondseegletschers des Traungletschers die Südwestflanke des Mondseebergs abgeschliffen, während die Oberwang und das Hochmoos von Nebenzungen geprägt wurden. Der Mondseeberg blieb während der Eiszeiten als Nunatak aper stehen.
Für den Flysch typisch gibt es zahlreiche Gräben und Bäche. Die Hänge des Mondseeberges sind ein quellenreiches Gebiet. Dabei bildet der Mondseeberg die Wasserscheide zwischen Vöckla, zu dem auch Ruetzingbach – Dürre Ager gehen, und der Ager mit ihren Einzugsgebieten Attersee respektive dem – „verkehrt herum“ – alpeneinwärts ziehenden Mondseegebiet, das den Rückzugsraum des Mondseegletschers darstellt.
An der tiefsten Stelle zwischen dem Mondseeberg und dem nördlich gelegenen Lackenberg befindet sich das Hochmoor Wildmoos. Dieses mit Latschen bewachsene, weitgehend unberührte Wasserscheiden-Hochmoor steht unter Naturschutz.